# 斉藤展士
斉藤 展士（さいとう のぶじ、1979年6月1日 - ）は、日本の元ラグビー選手。現在ジャパンラグビーリーグワンNTTコミュニケーションズ シャイニングアークス東京ベイ浦安のFWコーチを務めている。

## プロフィール
- 大阪府出身。
- ポジションはプロップ(PR)。
- 身長 185 cm、体重 115 kg
- 関西代表に選ばれたことがある[1]。
- 日本Ａ代表に選ばれたことがある[2]。

## 略歴
小学2年生からラグビーを始めた。
1998年、淀川工業高校卒業後、近畿大学に入る。
2002年、近畿大学卒業後、近鉄に加入。
2005年、NECグリーンロケッツに加入
2010年、NTTコミュニケーションズシャイニングアークスに加入。
2013年12月にトップリーグ100試合出場を達成した。
2016年、現役を引退した
2017年、NTTコミュニケーションズシャイニングアークスのスクラムコーチに就任。
2020年、NTTコミュニケーションズシャイニングアークスのFWコーチに配置転換。